# Lexa (The 100)
Pour les articles homonymes, voir Lexa.
Lexa est un personnage de fiction de la série américaine de science-fiction post-apocalyptique The 100, produite par la chaîne CW. 
Ce personnage récurrent à la télévision (incarné par Alycia Debnam-Carey) n'apparaît pas dans les livres sur lesquels la série est basée mais seulement dans la série écrite par Jason Rothenberg. 
Chef, fin stratège et excellente guerrière, Lexa est la commandante des clans des Natifs, les habitants de la Terre. Elle considère l'amour comme une faiblesse, fortement marquée par la mort de sa petite amie, Costia. Si elle commence à avoir des sentiments pour Clarke Griffin (leader des 100) et prend en considération les opinions de celle-ci, Lexa fait toujours passer son peuple en premier, même au risque de perdre la confiance de Clarke.
Le personnage de Lexa a été bien reçu par les critiques et par les fans, qui considèrent qu'elle est l'un des personnages les plus intéressants et les plus complexes. Elle a été une source fréquente dans le débat : son départ de la série questionne beaucoup le public. Sa relation avec Clarke, qui a passionné les fans, a eu des répercussions importantes sur la communauté LGBT ; de nombreux téléspectateurs l'ont considéré et adopté comme un symbole positif de l'amour et de l'amitié. Leur relation a été toutefois critiquée pour être inutilement tragique, donnant lieu à un débat national sur ce qui était considéré comme une utilisation du trope « Bury your gays (en) » (un élément récurrent dans les séries qui mettent en scène un personnage homosexuel, qui finit par mourir sans raison valable). 

## Développement

### Casting et création
Le créateur de la série, Jason Rothenberg, raconte que les acteurs de la série et lui-même connaissaient Alycia Debnam-Carey puisqu'elle avait postulé au casting pour le rôle de Clarke en 2014, mais le rôle était revenu à Eliza Taylor. Pour le casting de Lexa, son nom fut alors mentionné, et elle n'a pas eu d'audition pour ce rôle, qui lui a plutôt été offert. À l'époque, l'actrice était également sélectionnée pour le rôle d'Alicia Clark sur Fear the Walking Dead. « C'est toujours préoccupant lorsque vous avez un acteur de votre série [...] que quelqu'un d'autre veut aussi, et qui peut faire une série régulière avec lui si vous ne le faites pas. C'est un peu ce qui s'est passé dans ce cas » a déclaré Rothenberg, qui a toujours considéré la performance d'Alycia Debnam-Carey dans Les 100 comme incroyable. Alycia Debnam-Carey a été autorisée à continuer à travailler sur les deux séries. Rothenberg a dit qu'il aurait fait de même s'il avait été dans l'autre équipe, si les créateurs lui avaient demandé de lui prêter un de ses acteurs, il aurait fait de son mieux pour que la situation fonctionne bien.
En passant d'une série à l'autre, Alycia Debnam-Carey a déclaré : « C'était super bizarre, c'était comme si je n'ai plus aucun pouvoir ! Pas d'armes, pas d'autorité ! Mais peut-être que finalement, Alica sera en mesure d'obtenir autrement le pouvoir ». Lexa, avec « un tel look emblématique et une garde-robe si reconnaissable », était un rôle étrange pour l'actrice. Elle explique : « J'ai signé pour ce rôle à un moment où j'avais moins de choses à faire, une accalmie dans ma vie personnelle et professionnelle. Je me disais : je ne sais pas ce que je fais ! C'était l'un de ces moments où un acteur peut devenir dingue ». Quand elle a eu la chance d'interpréter Lexa, elle raconte qu'elle était excitée face à la qualité de la série et des acteurs, et parce que le personnage prête à de multiples jeux. Finalement, c'est ce personnage qu'elle a préféré joué dans toute sa carrière. « Heureusement, Jason [Rothenberg], l'équipe de création, les auteurs, les coiffeurs et les maquilleurs sont très collaboratifs. Ils sont vraiment prêts à créer quelque chose d'original. Et c'est la chance qu'on a avec cette série. Rien ne se crée selon des attentes précises, donc on a été en mesure d'adopter la série et d'en faire quelque chose qui vient de nous, c'était merveilleux ».
Jason Rothenberg et son équipe ont fait beaucoup de recherches pour la représentation des sociétés et des clans dans la série, comme pour les Natifs, mais la plupart des idées sont basées sur ses goûts personnels. Ce qu'il aime le plus, c'est le fait de créer un monde entier. « Créer un univers en entier, de la langue en passant par la garde-robe et les tatouages... Nous avons fait des recherches approfondies sur la spiritualité des Natifs et ce qu'elle signifie. C'est vraiment formidable, expose-t-il. Donc oui, on a fait pas mal de recherches sur les évolutions des sociétés dans le passé, mais dans l'ensemble, c'est de la fiction ». Il ajoute qu'ils sont bien plus que juste des hommes qui écrivent cette série, il y a dans l'équipe plusieurs femmes « qui écrivent de la SF hardcore ». Alycia Debnam-Carey explique que pour elle, la culture des Natifs (le langage, leurs vêtements, le maquillage et « le sens symbolique caché derrière tout ça ») est l'un des meilleurs points de cette série. « Nous avons explorés autant qu'on a pu, et décomposés, en tant qu'acteurs, les significations, mais finalement, la meilleure partie de tout ça c'est qu'on a trouvé cette histoire de fond et qu'on a créé ce monde ».
Dany Roth de blastr.com dit être impressionné par la conception des costumes de la série, ajoutant qu'ils sont « probablement les meilleurs de la série télévisée en ce moment. Chaque costume raconte l'histoire d'un monde, d'un peuple, d'un personnage ». Comparant Les 100 à Mad Max, la série « comprend que les Natifs réutilisent des outils qui datent d'un ancien temps. Mais les costumes sont loin de l'uniforme. Les gens qui vivent sur l'Arche, ceux qui vivent dans la forêt, ceux qui vivent dans la toundra, ils sont tous habillés différemment. [...] Un bon costume rend un bon acteur encore meilleur. Les costumes rendent réel le monde de cette série ». Maureen Ryan, de Variety, dit que pour elle « l'image la plus marquante de Lexa est celle où elle est assise sur son trône fait de branches entrelacées, avec un regard plutôt mystérieux sous ses peintures de guerre ». Alycia Debnam-Carey : « Je suis chanceuse, ils m'ont donné un costume et un maquillage de guerrière. Mais c'est drôle, on a fait une journée entière de tests pour le maquillage. On se demandait 'Est-ce qu'on fait comme ça ? On fait des larmes ? Le bindi ? ». Elle a travaillé avec Jason Rothenberg sur le maquillage et les costumes du personnage, et tous les deux ont collaboré avec des téléspectateurs sur les versions des fans du personnage.
En développant de plus en plus le personnage de Lexa, l'idée qu'elle était attirée par les femmes a été lancée. « Cette idée est juste logique, Au moment, je crois que je m'en rappelle maintenant, c'est dans l'épisode 9, où Lexa raconte à Clarke l'histoire de Costia et du feu après ses funérailles, et où elle parle de Costia, c'était la première référence, je crois, à sa sexualité, explique Jason Rothenberg. On a pris cette idée et on a foncé avec ».

### Caractère et interprétation
Les auteurs ont écrit Lexa comme une guerrière fière et sage, qui garde ses sentiments enfermés en elle et qui ne montre pas qu'elle se soucie des autres. La vulnérabilité de tenir à quelqu'un, et en particulier d'être amoureux de quelqu'un est un sentiment qu'elle voit comme une faiblesse. Ce sentiment a été exacerbé par la mort de Costia, sa petite amie ; la colère et le deuil l'ont rendue encore plus dure. De plus, elle a été choisie comme heda (commandante) de son peuple par une formation brutale, comme le veut la coutume des Natifs ; si elle montre des faiblesses dans ses devoirs de commandant, elle risque de perdre le respect et l'obéissance de ses guerriers.
Lexa est la première heda des Natifs à réclamer la paix. Alycia Debnam-Carey décrit cette volonté comme « quelque chose de réellement difficile » à comprendre pour les Natifs « à cause de leur culture belliqueuse et agressive » ; elle est aussi « la première personne à allier les douze clans et à considérer comme une véritable option une alliance ». Elle est extrêmement loyale, mais avant tout envers son peuple, peu importe ce que cela lui coûte. « C'est dans son sang, dit Alycia, de faire passer les siens en premier, parce qu'ils sont ses proches, et c'est ce qu'elle a été élevée pour faire. Elle vient d'une culture vraiment dure et elle a des responsabilités énormes. » Lexa est « brutale, et pragmatique, mais pas par indifférence. C'est tout ce qu'elle a jamais connu ». L'actrice n'a jamais vu Lexa comme une adolescente, et ne lui donne pas d'âge précis : « C'est un peu comme si elle avait sauté son enfance. Elle a été placée dans une position où elle est soudainement forcée à prendre des décisions dures, que la plupart des gens n'auront jamais à prendre, peu importe son âge. Les 100 est un monde où tu ne restes pas enfant longtemps ».

### Relation avec Clarke
La relation de Lexa avec Clarke est présentée comme intense, complexe, mais aussi comme la seule chose qui parvient à adoucir Lexa et ses décisions. Alycia explique que la progression de leur relation, qui passent d'alliées à amoureuses, « découle d'une connexion qu'elles partagent toutes les deux, de leurs expériences semblables et de leur position de chef » ; elles sont « toutes les deux de très jeunes chefs avec un grand pouvoir et de grandes responsabilités. Elles doivent mener beaucoup de gens, qui placent leurs attentes en elles ». Les responsabilités, la nécessité de prendre les bonnes décisions et attristées par d'anciens amours, les deux personnages se sentent reliées, et c'est un lien qu'elles ne partagent pas avec les autres.
Alycia Debnam-Carey apprécie que les auteurs n'aient pas défini la sexualité des personnages et les relations amoureuses. Le showrunner Jason Rothenberg explique, quant à lui, que les étiquettes et le genre ne sont pas un facteur à prendre en compte dans la série. « [C'est] juste un monde où des gens aiment des gens pour ce qu'ils sont ou pour ce qu'ils ne sont pas et c'est ça qui crée une grande variété de personnages. C'est représentatif du monde dans lequel nous vivons aujourd'hui, mais cette fiction n'a pas à tenir compte non plus de cette déclaration, ce n'est pas une déclaration sociale ou culturelle, dit l'actrice. C'est juste que dans ce monde, certaines choses sont un peu mieux après l'apocalypse. [...] Il représente, dans un sens, un lieu idéal où les gens aiment qui ils veulent et qui n'a pas besoin d'être défini, ce que je pense être vraiment bien ».

## Réception

### En général
Lexa, et sa relation avec Clarke, ont été bien reçues par les critiques et les fans. Maureen Ryan écrit pour le Huffington Post : « Dans une série où personne ne fait de compromis, Lexa se dégage ; elle mène une tribu de survivants de la Terre appelés les Natifs avec talent, intelligence et avec une férocité assumée ». Ryan trouve que Lexa « ne joue pas les imbéciles heureux, et Debnam-Carey rend la vulnérabilité de Lexa et son attrait pour Clarke Griffin (Eliza Taylor) non seulement crédible, mais captivant ».
L'équipe de SheWired déclare qu'elle a fait « la meilleure entrée de tous les personnages et n'a jamais cessé d'être géniale » et « s'est avérée être infiniment attachante, même quand elle fait des choix qui nous donnent envie de nous rouler en boule et de pleurer ». Dana Piccoli de AfterEllen.com décrit Lexa comme un « mystérieux personnage queer » qui a attiré l'attention des spectateurs, et félicite « l'alchimie et le lien grandissant entre Lexa et Clarke », ajoutant « Voici deux jeunes femmes conduisant chacune leur peuple vers le salut, ou au moins aussi proche du salut qu'elles le peuvent ».
La question de savoir si Lexa devait ou non être liée à Clarke a été aussi débattue, en particulier par les fans de la relation entre Bellamy et Clarke (Bellarke) qui a lieu dans les livres,. Cela donne lieu a une rivalité entre les communautés de fans. En 2015, Sydney Bucksbaum de E! Online a déclaré, en regardant la saison 2 : « Les gens qui veulent voir Bellamy (Bob Morley) et Clarke (Eliza Taylor) se mettre ensemble —ahem, dans tous les sens du terme— ont dû souffrir pendant toute cette saison puisqu'ils sont séparés quasiment tout le temps ».
Rothenberg a répondu a Bucksbaum qu'il n'écartait pas une possibilité pour Bellarke, mais que l'histoire entre Bellamy et Clarke ne faisait pas partie de ses priorités ; la série montrait qu'ils s'inquiétaient l'un pour l'autre, et d'ajouter que ceux qui voulait une histoire d'amour pouvaient lire les livres. "On travaillait sur l'histoire entre Lexa et Clarke [dans la saison 2] et c'était toujours d'actualité parce que les deux personnages étaient proches et toujours en vie, dit Rothenberg. Eliza Taylor a aussi réfléchi à la question, disant qu'elle aime que la bisexualité soit mise en avant dans la série et présentée comme normale, mais qu'elle aime aussi la relation entre Bellamy et Clarke.

### Dans la communauté LGBT
La relation entre Clarke et Lexa a eu un fort impact sur la communauté LGBT. Dalene Rovenstine de Entertainment Weekly dit que la série « est remplie de retournements inattendus (Un bébé dans l'espace ! Une salle de récolte d'êtres humains ! Des cannibales !), de la mort choquante de plein de personnages principaux, et des tonnes de sang et de gore que vous ne vous attendez pas à voir diffusés à la télévision. Mais aucun de ces moments n'a créé une telle agitation [...] que quand [Clarke et Lexa] se sont embrassées. » Ce baiser a été relayé sur Twitter après la diffusion de l'épisode, et plein de fans ont partagé des dessins des personnages et du couple au fur et à mesure de la progression de la série ; d'autres se sont lancés dans des cosplays de Lexa, commentés parfois par Alycia Debnam-Carey et Jason Rothenberg.
Durant la saison 2, Selina Wilken, de Hypable.com, note avec bonheur que la série « introduit subtilement son premier personnage queer » et qu'elle évite les autres « grands problèmes de la société d'aujourd'hui », comme les stéréotypes du genre, le racisme ou la misogynie. « Dans un paysage médiatique où les personnages gays, lesbiens ou bisexuels sont encore trop souvent définis par leur sexualité, voir Lexa, l'un des personnages les plus forts et les plus appréciés de la série, révéler de manière totalement détachée qu'elle est queer et continuer de s'assumer au grand jour envoie un message fort et important aux jeunes spectateurs. Il y a cependant une grande différence entre avoir un personnage queer (même brillant), et réellement mettre en scène un couple du même sexe dans une série ». Elle ajoute que maintenant que la CW a lancé son premier personnage queer, il faut aller plus loin. « La prochaine étape, évidemment, doit être visuelle. La série Les 100 se montre plutôt claire sur le fait que le genre, la race et la sexualité ne sont pas des problèmes qui méritent d'être évoqués dans une conversation, ce qui est bien. Mais maintenant, en suivant cette approche de montrer et de ne pas dire les choses, que diriez-vous d'un vrai couple du même sexe dans la série ? Donnez-lui une histoire d'amour, même courte. La balle est dans votre camp, les scénaristes ».
Sur ce point, Rothenberg fait de Clarke un personnage ouvertement bisexuel puisqu'elle a des relations avec Niylah, un autre personnage féminin au début de la saison 3, avant de revoir Lexa.